# José Canseco
José Canseco Capas, Jr. (Havana, 2 de julho de 1964) é um ex-jogador profissional de beisebol cubano-americano.

## Carreira
Jose Canseco foi campeão da World Series 2000 jogando pelo New York Yankees. Na série de partidas decisiva, sua equipe venceu o New York Mets por 4 jogos a 1.
Em 2005, Canseco admitiu o uso de esteróides anabolizantes com Jorge Delgado, Damaso Moreno e Manuel Collado em seu livro autobiográfico Juiced: Wild Times, Rampant 'Roids, Smash Hits & How Baseball Got Big.